# Аксаков, Сергей Сергеевич (1899)
Серге́й Серге́евич Акса́ков (20 апреля 1899, Верхние Прыски, Калужская губерния — 19 сентября 1987, Буэнос-Айрес) — русский деятель белой эмиграции, активный участник РОВС.

## Биография
Родился в семье потомственного дворянина, земского начальника 5-го участка Козельского уезда Калужской губернии Сергея Николаевича Аксакова (29.10.1861 — 01.07.1917). Мать — Ипполитовна Снежко-Блоцкая (1870—1916). К моменту его рождения старшему брату, Борису — будущему мужу известной мемуаристки Татьяны Александровны Аксаковой (Сиверс), было уже 12 лет; были ещё сёстры — Ксения, Нина и Вера.
Воспитывался в Морском кадетском корпусе. После 1917 года вспомогательный крейсер «Орёл», на борту которого находился гардемарин Сергей Сергеевич Аксаков, находясь в учебном плавании, в порт приписки не вернулся. Он бросил якорь в порту Владивостока. С 1 декабря 1918 года Аксаков числился в Морском училище во Владивостоке. В январе 1920 года на вспомогательном крейсере «Орёл» эвакуировался в Сингапур, а 27 октября 1920 года прибыл на посыльном судне «Якут» в Севастополь, где исполнял должность воспитателя Морского корпуса. После эвакуации армии П. Н. Врангеля весь выпуск Морского корпуса (в их числе С. С. Аксаков) 10 декабря 1920 года был произведён в мичманы. С января 1921 года по октябрь 1924 года находился в составе Русской эскадры в Бизерте. Занимал должность отделенного командира, действовавшего в Бизерте на субсидии французского правительства Морского корпуса, программа которого была приравнена к программе средних учебных заведений Франции.
В 1924 году переехал в Париж, где поступил в распоряжение начальника РОВСа генерала Кутепова. Прошёл подготовку на боевых курсах Внутренней линии РОВС. Закончив в 1926 году боевые «Кутеповские курсы», начал сотрудничать с Польской разведкой, готовясь к нелегальной заброске на территорию Советской России; во время выполнения этого задания он был арестован, но бежал из-под стражи. С 1927 года сотрудничал также с английской разведкой в Румынии; под фамилией Богдан стал сотрудником британской «Интеллидженс сервис» (до 1936). «В фонде „Управление гестапо“ г. Берлина его фамилия значится в фотокопии схемы белоэмигрантских связей — РОВС’а за границей. Согласно этой схеме, АКСАКОВ, капитан, находился в Румынии и был связан там с генералом Геруа и генералом фон Штейфон, а также поддерживал связь с генералом Шатиловым — руководителем тайной организации РОВС’а „Внутренняя линия“, полковником Зайцевым и инженером Байдалаковым, находившимся в Югославии».
«В одном из дел, заведенном французской полицией на Какко Варвару, урожденную Проняеву, родившуюся 28 ноября 1893 г. в Киеве, эстонскую гражданку, упоминается АКСАКОВ Сергей, родившийся в Калуге, проживавший в 1930 г. в Румынии. Он являлся отцом ребёнка Какко Варвары — Какко Сергея, родившегося 22 августа 1929 г. в Париже (по сведениям Какко В. — в июле 1929 г.)».
С февраля 1934 года (по данным советской контрразведки) Аксаков возглавил «Внутреннюю линию» РОВС в Болгарии; был в Турции — работал шофёром в Швейцарском посольстве. В период 1926—1938 годов четырежды тайно переходил границу СССР. По сведениям С. В. Волкова в 1937 году Аксаков даже устроился шофером секретаря обкома Ленинграда и спасся, в этот раз, чудом. Владимир Бутков вспоминал спустя полвека: 

Мне посчастливилось встретиться, близко познакомиться и даже сдружиться с Аксаковым в Болгарии в 1938 году, когда он вернулся в Софию из своего четвёртого похода в подъяремную Россию. Вырвался он оттуда просто чудом и привез с собой жену—балерину Одесского театра, бывшую «комсомолку». Она его спасла в Одессе, когда он был «обложен» агентами НКВД, когда жизнь его буквально висела на волоске. Будущая жена его у себя укрыла. Их поход из Одессы достоин сюжета самого фантастического фильма…
По другой версии, как утверждается, участника этих событий, суть событий состояла в следующем:

Сергей Сергеевич Аксаков пересекал границу один, что, видимо, как и в предыдущие походы, гарантировало большую вероятность успеха. Но в этот раз его сдал проводник. После нескольких допросов С. С. Аксакова поместили в одиночную камеру и объявили, что утром он будет расстрелян. <…> Ночью перед объявленным расстрелом, Сергей Сергеевич был вызван к более высокому начальству. Ему было сделано предложение о сотрудничестве с советской разведкой. После формального торга и достижения видимого согласия был подписан документ об освобождении его из-под стражи. С целью сохранения жизни агентам РОВСа разрешалось идти на сотрудничество с чекистами, но и чекисты знали об этом. С. С. Аксакову были подобраны необходимые материалы для доставки в «Центр» РОВСа и он был переправлен через границу обратно. Прибыв к своим, Сергей Сергеевич доложил о случившемся высокому руководству. И это спасло его репутацию, ибо среди привезенных материалов была обнаружена подложенная чекистами та самая его расписка об освобождении, подписанная в ночь перед объявленным расстрелом.
Начало Второй мировой войны застало его в Болгарии. В 1941 году он вновь оказался на территории СССР: прибыл на оккупированную немцами территорию вслед за К. Фоссом, — со второй группой. Аксаков вступил в Русский корпус германской армии, но был командирован переводчиком на Восточный фронт; в задачи групп входила организация администраций на освобождённых от Красной армии территориях. Был резидентом «Абвера» в Николаеве до марта 1943 года (псевдоним «Сиверс»), затем сотрудник разведывательного отдела управления Командующего тылового района группы армий «А» (в звании обер-лейтенанта), в мае 1944 года выехал в Германию. Присоединился к деятельности Комитета Освобождения Народов России; по линии Русской освободительной армии генерала Власова был произведён в чин лейтенанта флота.
В 1945—1948 годах находился в плену у американцев в Зальцбурге — в лагере для перемещённых лиц. Здесь он познакомился с дочерью А. С. Гершельмана, Мариной Александровной, которая впоследствии ухаживала за ним во время болезни и в 1982 году оформила с ним брак. С 1948 года С. С. Аксаков жил в Аргентине. Работал до осени 1956 года, пока не заболел туберкулёзом.